# Erebia rubrodiluta
Erebia rubrodiluta är en fjärilsart som beskrevs av Ruggero Verity 1953. Erebia rubrodiluta ingår i släktet Erebia och familjen praktfjärilar. Inga underarter finns listade i Catalogue of Life.